# Chameleon (игра, 2005)
Chameleon (рус. Хамелеон) — компьютерная игра в жанре стелс-экшена, разработанная компанией Silver Wish Games и выпущенная 19 мая 2005 года. Игра была выпущена в ограниченном количестве стран. Официально на западных рынках никогда не издавалась. Разработка была закончена в 2003 году, но релиз игры был только в 2005 году.

## Геймплей
В игре сделан упор на стелс. Игроки могут использовать шпионскую аппаратуру, такую как: очки ночного видения, бинокли, мини-камеры, или камеры. Необходимые гаджеты подобраны автоматически перед началом миссии, но некоторые могут быть добавлены в инвентарь по выбору, при необходимости. Оружие в игре включает в себя Desert Eagle, Кольт 1911, МП5, Sa vz. 58V, АКС-74У, мини-УЗИ, Драгунов и мини-арбалет.

## Сюжет
История сосредотачивается на безымянном бывшем ЦРУ-агенте, который видел смерть своих родителей, когда он был ребёнком. Он пытается найти убийц своих родителей и отомстить. Его расследование приводит его в различные места по всему миру.

## Прием
Игра получила в целом положительные отзывы от критиков. В настоящее время, игра имеет рейтинг 76 % на MobyGames и 75 % на HodnoceniHer.cz (чешский агрегатор сайта).